# Jean de Coligny-Saligny
Pour les autres membres de la famille, voir Maison de Coligny.

Armes de Jean de Coligny-Saligny

Jean de Coligny-Saligny, comte de Saligny et baron de la Motte-Saint-Jean, appartenait à la Maison de Coligny éteinte en 1694. Fils cadet de Gaspard II de Coligny-Saligny, Gouverneur d'Autun, bailli du Charolais, et de Jacqueline de Montmorin-St-Herem, Il naquit le 25 décembre 1617, et mourut le 16 avril 1686.
Il entra au service du Cardinal de Richelieu, en qualité de Page, il entra aux Mousquetaires, en 1635. Promu Capitaine de Dragons en 1639. Une vilaine querelle avec l'Intendant de Picardie l'envoie pour un temps à la Bastille. Il participe à la bataille de Lens et obtient en 1649, le grade de Maître de Camp du Régiment de Cavalerie du Duc d'Enghien, l'année d'après il mène 2 Régiments du Prince de Condé et du Duc d'Enghien à Stenay. 
Il part pour la Guyenne où il commande l'Escadron des volontaires en qualité de Maréchal-de-Camp de l'armée rebelle. Il suit le Prince en Flandres avec la fonction de premier gentilhomme.
Il suivit la fortune du prince de Condé et prit part à sa révolte ; mais ayant eu à se plaindre de lui, il devint son ennemi irréconciliable, et fit la paix avec la cour. Envoyé comme lieutenant général en Hongrie au secours de l'empereur contre les Turcs, il contribua puissamment à la victoire de Saint-Gothard, 1664 dont il commandait le Corps d'Armée. 
Il épousa en 1664 : Aimée-Nicole Cauchon de Maupas, Dame de Tour, fille de Jean-Baptiste Cauchon de Maupas, baron de Tour et de Dame Marie de Morillon. De leur union naquirent deux enfants : Marie décédée en 17 août 1693, mariée secrètement le 22 mars 1687 avec Louis de Mailly, marquis de Nesle, colonel du Régiment d'Infanterie de Condé et Brigadier des Armées du Roi ; son fils Gaspard-Alexandre de Coligny, devint Maître de Camp du Régiment de Cavalerie de Condé.
Il a laissé des Mémoires, longtemps inédits, et publiés seulement en 1844, par Monmerqué ; il y traite fort mal le prince de Condé. Ces mémoires sont en cours de réédition (en 2007, chez Axor-Danaé).

## Source
Cet article comprend des extraits du Dictionnaire Bouillet. Il est possible de supprimer cette indication, si le texte reflète le savoir actuel sur ce thème, si les sources sont citées, s'il satisfait aux exigences linguistiques actuelles et s'il ne contient pas de propos qui vont à l'encontre des règles de neutralité de Wikipédia.